# قسم آسمان آباد الريفي (مقاطعة تشرداول)
قسم آسمان‌آباد الريفي (بالفارسية: دهستان آسمان‌آباد) هي منطقة ريفية تقع في قسم في إيران. يقدر عدد سكانها بـ 6,411 نسمة .